# بيتيفي
بيتيفي (بالإنجليزية: Pitivi)‏ هو محرر فيديو غير خطي مجاني ومفتوح المصدر لنظام لينكس، طوّر بواسطة العديد من المساهمين من حركة البرمجيات الحرة ومشروع جنوم، مع دعم العديد من المساهمين. صمم بيتيفي ليكون برمجية تحرير الفيديو الأساسية لبيئة سطح مكتب جنوم. يرخص بموجب شروط رخصة جنو العمومية الصغرى.

## روابط خارجية
- دليل المستخدم